# Vivah

Vivah est un film indien (Bollywood) romantique et dramatique de Sooraj Barjatya sorti en 2006. Les acteurs principaux sont Shahid Kapoor et Amrita Rao.

## Synopsis
Sur proposition de son père, Prem, le cadet étudiant d'une riche famille de Delhi accepte d'épouser Poonam, une belle indienne d'une petite ville, orpheline et recueillie par la modeste famille de son oncle. Malgré leur angoisse et leur différence de statut, les jeunes gens tombent amoureux dès leur première rencontre. Le seul malheur des semaines qui précèdent le mariage est leur regret de ne pas être toujours ensemble et ils savourent les quelques occasions durant lesquelles ils se retrouvent.
Hélas, le jour du mariage, un incendie accidentel ravage la maison de l'oncle de Poonam et celle-ci, en sauvant des flammes sa cousine, est gravement brûlée. Malgré ses atteintes physiques, Prem la retrouve à l'hôpital et lui demande de l'épouser car son amour est plus grand que sa crainte de vivre avec une handicapée.